# Karolinersalangan
Karolinersalangan (Aerodramus inquietus) är en fågel i familjen seglare.

## Utbredning och systematik
Karolinersalangan förekommer i ögruppen Karolinerna och delas upp i tre underarter:
- A. i. rukensis – Yap och Truk
- A. i. ponapensis – Pohnpei
- A. i. inquietus – Kosrae

## Status
Arten har ett begränsat utbredningsområde, men beståndet anses vara stabilt. IUCN kategoriserar arten som livskraftig.